# Chillin'
Chillin' è un singolo del duo musicale house francese Modjo, pubblicato nel maggio 2001 dalla MCA Records.
Contiene dei campionamenti di Le Freak del gruppo musicale Chic.

## Tracce
Testi e musiche di Romain Tranchart, Yann Destagnol.
1. Chillin' (Radio Edit) – 3:48
2. Chillin' (Original Extended) – 5:07
3. Chillin' (Modjo's Dyrt Remix) – 7:42
4. Chillin' (Live) – 6:18

## Classifiche
| Classifica (2003) | Posizione massima |
| ----------------- | ----------------- |
| Australia         | 38                |
| Austria           | 56                |
| Belgio (Fiandre)  | 34                |
| Belgio (Vallonia) | 34                |
| Danimarca         | 19                |
| Finlandia         | 3                 |
| Francia           | 44                |
| Germania          | 38                |
| Italia            | 20                |
| Paesi Bassi       | 19                |
| Regno Unito       | 12                |
| Spagna            | 4                 |
| Svezia            | 26                |
| Svizzera          | 10                |